# Manuaöarna

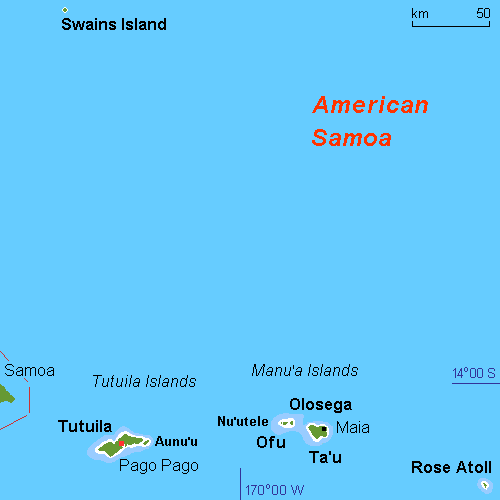
Lägeskarta

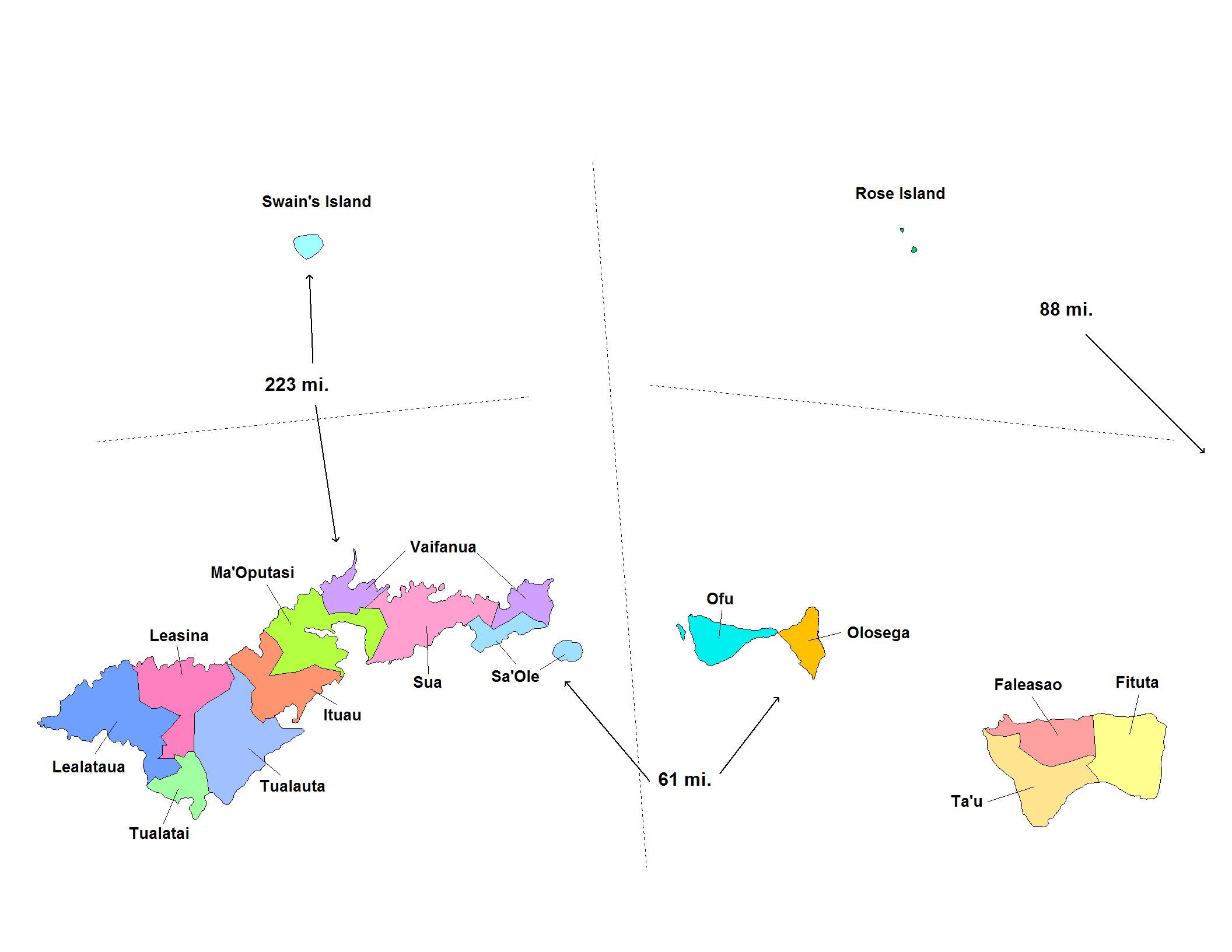
karta över Manu'aöarna

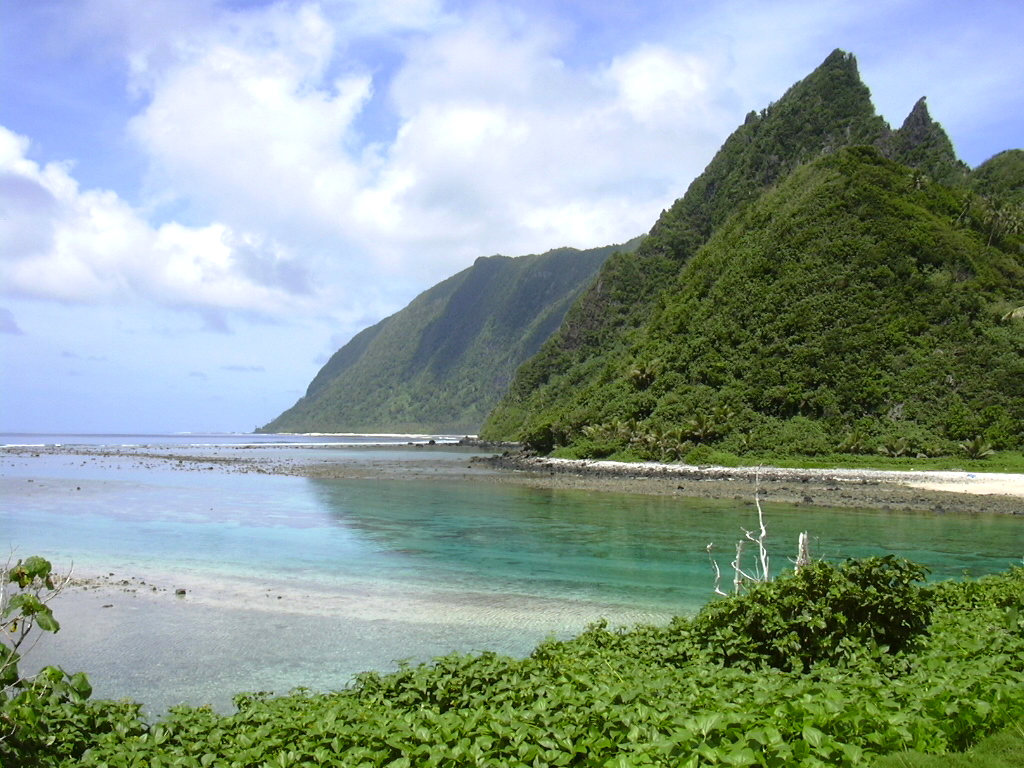
Ofuön

Manu'aöarna (engelska: Manua Islands; samoanska: Manu'a tele) är en ögrupp i Polynesien i södra Stilla havet och tillhör Amerikanska Samoa.

## Geografi
Manu'aöarna utgör den östra ögruppen i Amerikanska Samoa och ligger cirka 110 km öster om Tutuilaöarna.
Ögruppen är av vulkaniskt ursprung och har en areal om cirka 53 km² och består av (1):
- Ta'ū, huvudön, cirka 44 km²

- Ofu, nordväst om huvudön, cirka 4,9 km²

- Olosega, nordväst om huvudön, cirka 3,9 km²

- samt de obebodda
  - Nu'utele Island, nordöst om huvudön,
  - och ytterligare en rad småöar

De högsta höjderna är Tumu Mountain på cirka 494 m ö.h. på Ofu, Piumafua Mountain på cirka 639 m ö.h. på Olosega och Lata Mountain på cirka 966 m ö.h. på Ta'ū (2).
Förvaltningsmässigt utgör området ett eget distrikt inom Amerikanska Samoa.
Befolkningen uppgår till cirka 1 400 invånare (3) där cirka 600 bor i huvudorten Tau på Ta'ū.
Ögruppen har tre flygplatser Ofu (flygplatskod "OFU") som ligger på Ofus södra del, Fitiuta (flygplatskod "FTI") som ligger på Ta'ūs östra del och Tau (flygplatskod "TAV", en liten flygplats för sjöflygplan). Alla har kapacitet för lokalt flyg.

## Historia
Samoaöarna beboddes av polynesier sedan 1000-talet f.Kr.
Den nederländske upptäcktsresanden Jakob Roggeveen blev den 13 juni 1722 den förste europé att besöka Samoaöarna (2). Även franske Louis Antoine de Bougainville besökte området 1768 som då namngav öarna "Iles Navigateurs".
Den 16 juli 1904 övergår Manu'aöarna formellt till USA:s förvaltning efter Samoaöarnas delning genom Berlinfördraget. (3)
Manu'aöarna förvaltades av den amerikanska flottan (US Navy) från den 17 februari 1900 till den 29 juni 1951 då förvaltningen övergick till det amerikanska inrikesdepartementet (US Department of the Interior).
Den amerikanska antropologen Margaret Mead utförde före andra världskriget studier på ön som hon 1928 publicerade i boken  Coming of Age in Samoa.
Den 31 oktober 1988 inrättades American Samoa nationalpark som omfattar delar av Tutuila, Ofu och Ta'ū.
I februari 2005 drabbades öarna hårt av cyklonen "Percy" med stor förstörelse som följd.